# Rhamnus prinoides
Rhamnus prinoides, el espino cerval de hoja brillante, es un arbusto africano o un pequeño árbol de la familia Rhamnaceae, nativo desde Etiopía a Sudáfrica, principalmente a gran altura. Crece junto a corrientes de agua o márgenes de bosques. Los frutos son comestibles y son unas pequeñas bayas rojas.

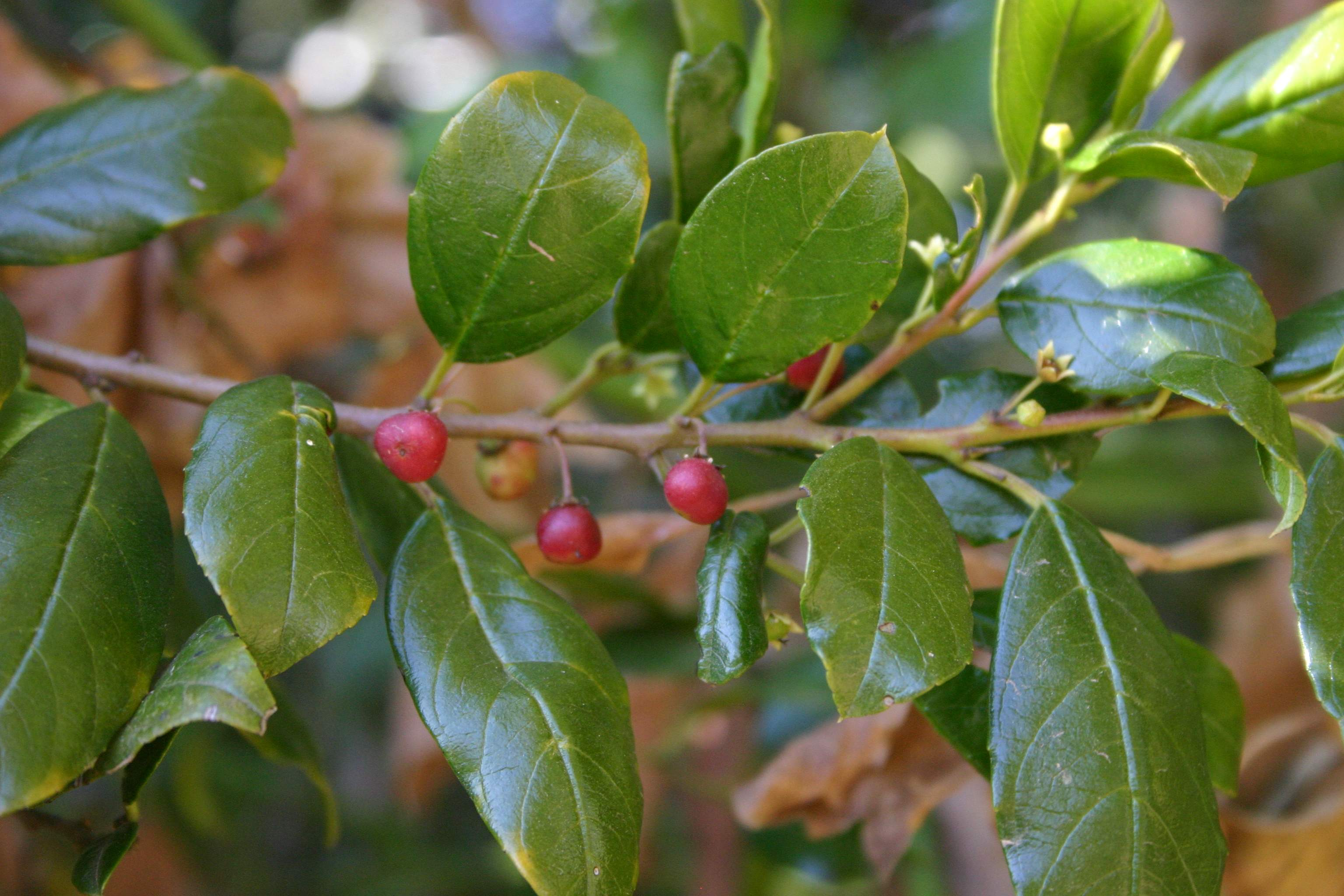
Frutos

## Descripción
La planta es de gran utilidad para los habitantes de África. La planta se cosecha y puede utilizarse para la nutrición, la medicina y para rituales religiosos. En Etiopía, donde se conoce la planta como "gesho" se utiliza de una forma similar al lúpulo, mezclándolo con miel y fermentando. También se utiliza en la elaboración de una variedad de cerveza etíope.

## Taxonomía
Rhamnus prinoides fue descrita por Charles Louis L'Héritier de Brutelle y publicado en Sertum Anglicum 6, t. 9, en el año 1788.
Sinonimia
- Alaternus prinoides Raf.
- Celtis rhamnifolia C.Presl
- Ziziphus lucida Moench[4]